# كارول سامرز
كارول سامرز (بالإنجليزية: Carol Summers)‏ هو رسام أمريكي، ولد في 26 ديسمبر 1925 في كينغستون في الولايات المتحدة، وتوفي في 27 أكتوبر 2016.